# Баранов, Егор Александрович
Егор Александрович Баранов (род. 27 декабря 1998) — российский хоккеист, нападающий.

## Биография
Воспитанник московских школ ЦСКА (2007—2011) и «Северная звезда» (2011—2013).
Окончил университет Коменского в Братиславе, Словакия (экономическое образование). Владеет английским, словацким, немецким, русским языками. Играл за юношеские команды Lower Austria Stars (Австрия, EBJL 2013/14), братиславские «Ружинов» (2015—2016) и «Слован» (2016—2019).
В сезоне 2017/18 провёл пять матчей за ХК «Братислава» во второй словацкой лиге. В следующем сезоне сыграл 29 матчей за «Слован» в КХЛ. Вернувшись в Россию, сезон 2019/20 начал в клубе ВХЛ «Нефтяник» Альметьевск, вскоре перешёл в фарм-клуб екатеринбургского «Автомобилиста» «Горняк» Учалы. В мае 2021 года заключил с «Автомобилистом» двусторонний двухлетний контракт. С сезона 2024/25 — игрок команды ВХЛ «Тамбов».